# Boleslav III. Křivoústý
Boleslav III. Křivoústý (polsky Bolesław III Krzywousty; 1085 – 28. říjen 1138) byl polský kníže (od roku 1102 do své smrti), který znovusjednotil stát. Boleslav byl posledním piastovským panovníkem, který vládl sjednocenému Polsku před jeho rozpadem ve 12.–14. století, ke kterému sám napomohl svým nástupnickým testamentem.
Byl synem polského knížete Vladislava I. Hermana a české princezny Judity, dcery krále Vratislava II.

## Počátky panování
Ještě za života svého otce Vladislava I. Hermana, který byl jen slabým panovníkem, si Boleslav Křivoústý a jeho starší bratr Zbyhněv (vládl 1102–1107) vynutili podíl na vládě. Zbyhněv získal severní území, zatímco Boleslav dostal do správy jih Polska, Slezsko a Malopolsko. Po smrti Vladislava Hermana (1102) vypukly mezi jeho nástupci neshody. Boleslav prosazoval silnou knížecí moc a zjevně usiloval o sjednocení polského státu, rozpolceného nyní na dvě části, a připojení slovanského Pomoří. Získal podporu kyjevského knížete Svjatopolka, s jehož dcerou se oženil, a uzavřel příměří s Kolomanem Uherským, namířené proti českým Přemyslovcům a Říši. Napětí mezi Boleslavem III. a jeho bratrem přerostlo roku 1106 do otevřeného konfliktu. Rok nato uprchl Zbyhněv ze země a uchýlil se k německému králi Jindřichu V., který podnikl roku 1109 pod záminkou ochrany jeho práv výpravu do Polska. Ve slavné bitvě na Psích polích byl však král poražen. Zbyhněv dal na slib bratra o usmíření a vrácení území a vrátil se roku 1111 do Polska, byl však ihned zajat a oslepen. Ve vězení dožil zbytky svého života, těžkým zraněním podlehl pravděpodobně nedlouho po svém oslepení.

## Vztah k Čechám
Německé výpravy do Polska se zúčastnil také český kníže Svatopluk Olomoucký (byl na ní zavražděn). V odvetu zaútočily téměř současně na Čechy uherské oddíly. Energický a bojovný Boleslav III. se snažil stejně jako Jindřich V. využít ve svůj prospěch sporů, jež v té době vypukly mezi přemyslovskými knížaty. Příklonem k té či oné straně se snažil zasahovat do vnitřních záležitostí sousedního českého státu, ať už s cílem získat zde vliv, či český stát oslabit, aby jeho představitelé nemohli klást překážky Boleslavovým politickým plánům.
Boleslav podporoval především sesazeného Bořivoje II. a jeho nejmladšího bratra Soběslava I. Roku 1110 vpadl společně s nimi do Čech a pomohl jim obsadit Prahu, v říjnu pak zvítězili v bitvě na Trotině. Roku 1115 se účastnil schůzky, na níž se znesváření Přemyslovci smířili. Také česko-polské spory byly dočasně vyřešeny smlouvou o přátelských vztazích, jíž se český kníže vzdal poplatku za Slezsko.
Když Zbyhněv někdy po roce 1112 zemřel, ztratila opozice proti Boleslavově vládě silné ruky svůj hlavní nástroj. Kníže se mohl začít věnovat realizaci svého politického programu. Kromě toho se počátkem 30. letech angažoval v bojích o moc v Uhrách, podporoval Borise, zavrženého syna krále Kolomana a postavil se proti Bélovi II., jehož podporovali Přemyslovci. Roku 1132 byl poražen koalicí, v níž se spojila Říše, čeští Přemyslovci a rakouští Babenberkové. Krátce nato vpadl kníže Soběslav I. do Slezska a česko-polský konflikt vypukl nanovo.
Spory byly ukončeny až roku 1137. Úmluvy, které tehdy Boleslav uzavřel s Přemyslovci, byly stvrzeny jeho kmotrovstvím Soběslavovu synovi Václavovi. Soběslav se naopak stal kmotrem syna polského knížete.

## Testament Boleslava III. Křivoústého
Roku 1138, nedlouho před svojí smrtí, vydal Boleslav III. nařízení o nástupnictví, tzv. testament, jímž rozdělil polský stát na úděly pro své čtyři syny s tím, že nejstaršímu z nich zajistí seniorátní úděl (Krakovsko, část Velkopolska s Hnězdnem a Kališí ad.) vrchní moc nad ostatními. Kníže se tak snažil zajistit jednotu svého státu do budoucna a zároveň ji sladit s odstředivými snahami a ambicemi jednotlivých členů rodu. Byl to však jen kompromis odsouzený k brzkému zániku. Po Boleslavově smrti se jeho synové ve svých údělech maximálně osamostatnili a vrchní vláda rychle slábla, až zanikla zcela v roce 1226 po vraždě Leška I. v Gasavě (Gąsawie).

## Vývod z předků
|                         |                       |  |               |                        |  |  |  |  |  |  |  | Boleslav Chrabrý |
|                         |                       |  |               |                        |  |  |  |  |  |  |  |                  |
|                         | Měšek II. Lambert     |  |               |                        |  |  |  |  |  |  |  |                  |
|                         |                       |  |               |                        |  |  |  |  |  |  |  |                  |
|                         |                       |  |               | Emnilda z Lužice       |  |  |  |  |  |  |  |                  |
|                         |                       |  |               |                        |  |  |  |  |  |  |  |                  |
|                         | Kazimír I. Obnovitel  |  |               |                        |  |  |  |  |  |  |  |                  |
|                         |                       |  |               |                        |  |  |  |  |  |  |  |                  |
|                         |                       |  |               | Ezzo Lotrinský         |  |  |  |  |  |  |  |                  |
|                         |                       |  |               |                        |  |  |  |  |  |  |  |                  |
|                         | Richenza Lotrinská    |  |               |                        |  |  |  |  |  |  |  |                  |
|                         |                       |  |               |                        |  |  |  |  |  |  |  |                  |
|                         |                       |  |               | Matylda Saská          |  |  |  |  |  |  |  |                  |
|                         |                       |  |               |                        |  |  |  |  |  |  |  |                  |
|                         | Vladislav I. Herman   |  |               |                        |  |  |  |  |  |  |  |                  |
|                         |                       |  |               |                        |  |  |  |  |  |  |  |                  |
|                         |                       |  |               | Svjatoslav I. Igorevič |  |  |  |  |  |  |  |                  |
|                         |                       |  |               |                        |  |  |  |  |  |  |  |                  |
|                         | Vladimír I.           |  |               |                        |  |  |  |  |  |  |  |                  |
|                         |                       |  |               |                        |  |  |  |  |  |  |  |                  |
|                         |                       |  |               | Maluša                 |  |  |  |  |  |  |  |                  |
|                         |                       |  |               |                        |  |  |  |  |  |  |  |                  |
|                         | Dobroněga Kyjevská    |  |               |                        |  |  |  |  |  |  |  |                  |
|                         |                       |  |               |                        |  |  |  |  |  |  |  |                  |
|                         |                       |  |               | Roman II.              |  |  |  |  |  |  |  |                  |
|                         |                       |  |               |                        |  |  |  |  |  |  |  |                  |
|                         | Anna Porfyrogennéta   |  |               |                        |  |  |  |  |  |  |  |                  |
|                         |                       |  |               |                        |  |  |  |  |  |  |  |                  |
|                         |                       |  |               | Theofano               |  |  |  |  |  |  |  |                  |
|                         |                       |  |               |                        |  |  |  |  |  |  |  |                  |
| Boleslav III. Křivoústý |                       |  |               |                        |  |  |  |  |  |  |  |                  |
|                         |                       |  |               |                        |  |  |  |  |  |  |  |                  |
|                         |                       |  | kníže Oldřich |                        |  |  |  |  |  |  |  |                  |
|                         |                       |  |               |                        |  |  |  |  |  |  |  |                  |
|                         | Břetislav I.          |  |               |                        |  |  |  |  |  |  |  |                  |
|                         |                       |  |               |                        |  |  |  |  |  |  |  |                  |
|                         |                       |  |               | kněžna Božena          |  |  |  |  |  |  |  |                  |
|                         |                       |  |               |                        |  |  |  |  |  |  |  |                  |
|                         | Vratislav II.         |  |               |                        |  |  |  |  |  |  |  |                  |
|                         |                       |  |               |                        |  |  |  |  |  |  |  |                  |
|                         |                       |  |               | Jindřich Nordgavský    |  |  |  |  |  |  |  |                  |
|                         |                       |  |               |                        |  |  |  |  |  |  |  |                  |
|                         | Jitka ze Schweinfurtu |  |               |                        |  |  |  |  |  |  |  |                  |
|                         |                       |  |               |                        |  |  |  |  |  |  |  |                  |
|                         |                       |  |               | Gerberga               |  |  |  |  |  |  |  |                  |
|                         |                       |  |               |                        |  |  |  |  |  |  |  |                  |
|                         | Judita Přemyslovna    |  |               |                        |  |  |  |  |  |  |  |                  |
|                         |                       |  |               |                        |  |  |  |  |  |  |  |                  |
|                         |                       |  |               | Vazul                  |  |  |  |  |  |  |  |                  |
|                         |                       |  |               |                        |  |  |  |  |  |  |  |                  |
|                         | Ondřej I.             |  |               |                        |  |  |  |  |  |  |  |                  |
|                         |                       |  |               |                        |  |  |  |  |  |  |  |                  |
|                         |                       |  |               |                        |  |  |  |  |  |  |  |                  |
|                         |                       |  |               |                        |  |  |  |  |  |  |  |                  |
|                         | Adléta Uherská        |  |               |                        |  |  |  |  |  |  |  |                  |
|                         |                       |  |               |                        |  |  |  |  |  |  |  |                  |
|                         |                       |  |               | Jaroslav I. Moudrý     |  |  |  |  |  |  |  |                  |
|                         |                       |  |               |                        |  |  |  |  |  |  |  |                  |
|                         | Anastázie Rurikovna   |  |               |                        |  |  |  |  |  |  |  |                  |
|                         |                       |  |               |                        |  |  |  |  |  |  |  |                  |
|                         |                       |  |               | Ingegerda Švédská      |  |  |  |  |  |  |  |                  |
|                         |                       |  |               |                        |  |  |  |  |  |  |  |                  |